# 福里斯特希尔 (路易斯安那州)
福里斯特希尔是美国路易斯安那州下属的一座村庄。根据2010年美国人口普查，该市有人口818人。建制上，属于“鄉村”（village）。